# Sardegna preistorica
La preistoria della Sardegna per lungo tempo è stata poco studiata e i ricercatori, sulla base di pochi dati scientifici, ritenevano risalenti unicamente al periodo neolitico i primi insediamenti dell'uomo nell'Isola.

## Storia della ricerca
Lo storico Massimo Pallottino individua dalla seconda metà dell’Ottocento, con studiosi quali Ettore Pais e Giovanni Spano, una sorta di risveglio dalle semplici “fantasie" prescientifiche e erudizione locale da parte della stessa archeologia sarda che inizia ad avere maggiori conoscenze critiche e una nozione dei dati che fosse più concreta. Gli studiosi erano soliti attribuire l’arrivo dell’uomo sull'isola al Neolitico. In seguito ad una serie di scoperte e ritrovamenti, durante il Novecento, hanno cambiato questa prospettiva e oggi ritengono probabile un popolamento dell’isola che fosse precedente. Vengono, infatti, ritrovati una serie di reperti e materiali relativi al Paleolitico inferiore.
Tali scoperte sono state inizialmente relative ai territori di Sassari (Perfugas e Laerru) per la presenza di materiali di pietra di tecnica clactoniana del Paleolitico Inferiore e, nella località di sa Coa de Sa Multa, di un nucleo abitativo in giacitura primaria, su uno strato geologico sterile attribuibile al Pleistocene Medio. Vengono trovati, in queste aree, degli strumenti in calcare e selce, utili alle attività umane. Ciò consente di attribuire le prime presenze dell’uomo in Sardegna a questo periodo. Un altro punto importante per questi ritrovamenti fu il territorio di Nuoro (Ottana, Dorgali, Oliena), per la presenza di alcune grotte. Le prime congetture sul popolamento umano pleistocenico nell’isola vengono fatte dal paleontologo Alberto Carlo Blanc. 
Dopo studi e ricerche nelle grotte di Dorgali, la Grotta di Ziu Santoru e Cala Ilune, era emerso un detrito di falda in erosione, che presentava dei resti di cervo megacero, attribuibile a tracce di un punto di combustione di genesi antropica. Un'altra scoperta importante è quella della presunta falange di un ominide nella Grotta di Nurighe in Logudoro (Sassari), ad opera di alcuni speleologi di Thiesi, avvenuta tra gli anni Ottanta e Novanta. I ricercatori Stefania Sias, Sergio Ginesu e Jean Marie Cordy sono concordi nel datare tale resto umano a circa 250 000 dal presente. L'identificazione del reperto con una falange umana è però contestata da altri ricercatori.
Inizialmente gli studiosi esprimono varie perplessità sull’ipotesi di un popolamento che risalisse all’epoca paleolitica.  Questo perché tale possibilità avrebbe smentito un solido modello secondo cui solamente la navigazione senza coste a vista, caratteristica del Neolitico, avrebbe consentito agli uomini di arrivare in Sardegna. Il modello si dimostrerà, successivamente, inadeguato alla documentazione archeologica. In quel periodo, infatti, la Sardegna non era collegata alla penisola. 
È, quindi, necessario avanzare delle nuove ipotesi riguardo a come gli uomini del Paleolitico possano essere giunti sull’isola, dato che è indubitabile che ciò sia avvenuto. È possibile che, anche se non in modo diretto, ci fosse un passaggio facilitato per l’arcipelago delle isole toscane, qualche altra isola emersa e la Corsica che permettesse una navigazione a vista di coste.
A partire dagli anni Ottanta e parte degli anni Novanta sono iniziati una serie di scavi e ricerche sul territorio a livello pluridisciplinare per studiare il popolamento durante il Paleolitico. Tali studi rendono progressivamente evidente che la presenza dell’uomo in Sardegna risale al Pleistocene Medio e creano un modello di popolamento basato su dati concreti. Si può notare come lo sviluppo della preistoria in Sardegna sia simile a quello del continente europeo fino al periodo del paleolitico medio, a cui risalgono i reperti citati in precedenza.
Negli ultimi vent'anni del XX secolo una serie di importanti scoperte riguardanti la Paleontologia, la Geomorfologia, la Paleobotanica, la Paleoantropologia e l'Archeologia preistorica, hanno ampliato notevolmente le conoscenze riguardanti la Sardegna durante il periodo Quaternario.

## Il periodo pleistocenico
Nella scala dei tempi geologici, il Pleistocene è la prima delle due epoche in cui è suddiviso il periodo Quaternario: esso è convenzionalmente compreso tra 2,58 milioni di anni fa e 11.700 anni fa.
I più antichi fossili umani risalgono a questo periodo e in essi gli antropologi riconoscono i resti dei Protoantropi (primi uomini) appartenenti a un gruppo chiamato Sinantropo.
Al Pleistocene medio fanno parte i resti dei Paleoantropi a cui appartiene l'Uomo di Neanderthal. Altri Paleoantropi sono stati trovati a Giava, in Palestina, nella Rhodesia. I resti di questi uomini vengono fatti risalire a 130.000 anni fa in una fase interglaciale. Resti di paleoantropi trovati al Monte Circeo risalirebbero a 70.000 anni fa.
Nell'ultima fase del Pleistocene, scomparsi i Paleoantropi, comparve l'Homo sapiens che si diffuse in tutto il mondo, differenziandosi notevolmente secondo l'ambiente di residenza.
Generalmente la preistoria viene divisa in tre periodi: il Paleolitico, il Mesolitico ed il Neolitico. Il Paleolitico è inquadrabile interamente nel Pleistocene, mentre il Mesolitico ed il Neolitico nell'Olocene.

### Il periodo pleistocenico in Sardegna

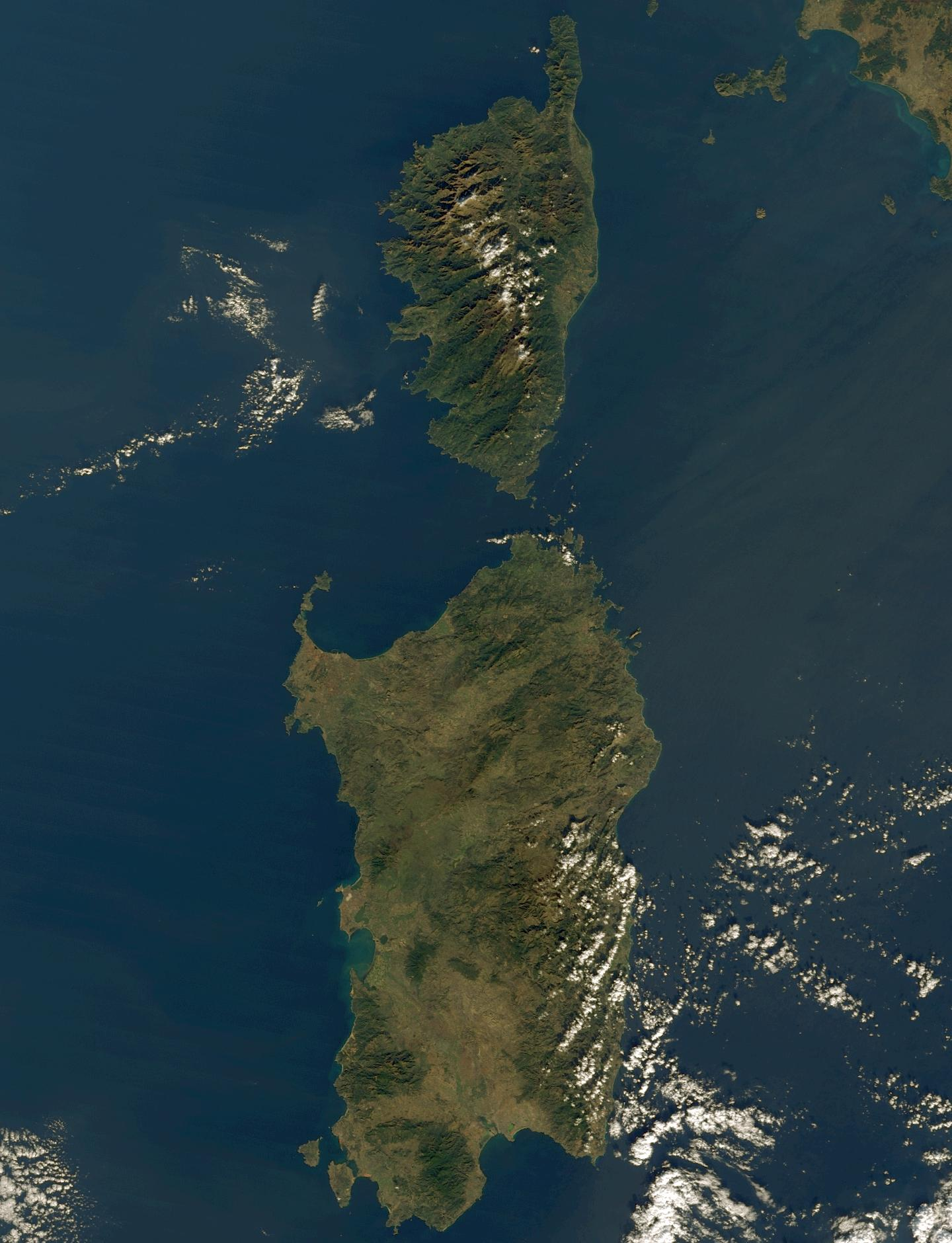
Circa 20.000 anni fa il livello dei mari era 130 metri più basso e la Sardegna e la Corsica furono un'unica isola per lungo tempo, distante dalle coste toscane solo pochi chilometri.

Circa 20 milioni di anni fa l'Isola non esisteva così come la vediamo oggi ma, insieme alla Corsica, era ancorata al blocco continentale europeo in corrispondenza dell'attuale Penisola iberica. La piattaforma continentale del Massiccio Sardo-Corso successivamente migrò in maniera progressiva e antioraria fino alla collocazione attuale.
Nuovi dati riguardanti la morfogenesi del complesso sardo-corso permettono di stabilire le attuali linee di riva con quelle sottomarine dando un quadro abbastanza preciso delle regressioni avvenute nei periodi glaciali e conseguentemente capire le varie condizioni climatiche apparse nei paesaggi isolani.
Alla fine del Pleistocene medio (160/150.000 anni fa), quello superiore (70/50.000 anni fa) e intorno ai 20.000 anni fa sono stati registrati i picchi di massima regressione marina con un abbassamento del mare di circa 130 metri rispetto a quello attuale.
Lungo le coste sarde è ancora evidente questo continuo variare del livello delle acque e durante i momenti regressivi del mare Tirreno, la Sardegna e la Corsica furono un'unica isola, separate dall'Arcipelago toscano - a sua volta conformato come una penisola - da uno stretto braccio di mare che permetteva un contatto visivo tra le due sponde e che faciliterà la colonizzazione umana dalla terraferma nel Pleistocene medio e superiore.

#### Origine dell'endemismo sardo-corso
Le particolari condizioni paleogeografiche costituitesi durante il Pleistocene, ossia l'attraversamento dello stretto tra l'arcipelago toscano e il complesso sardo-corso, hanno favorito una selezione nelle migrazioni delle specie animali dalla terraferma in quanto solo i nuotatori più capaci del branco potevano attraversare il guado costituitosi. Quando poi queste nuove specie animali raggiunsero l'Isola, fattori come la scarsità di cibo e di predatori in un territorio ben delimitato, determinarono un loro rapido adattamento all'ambiente con profonde trasformazioni nei loro organismi come la riduzione della taglia (fauna nana).
Tale particolare evoluzione - che porterà ad una progressiva sostituzione faunistica nel territorio isolano - è chiamata dai ricercatori Nesogorale-Tyrrenicola, e sarà determinante per la futura colonizzazione umana, datata alla prima parte del Pleistocene medio.

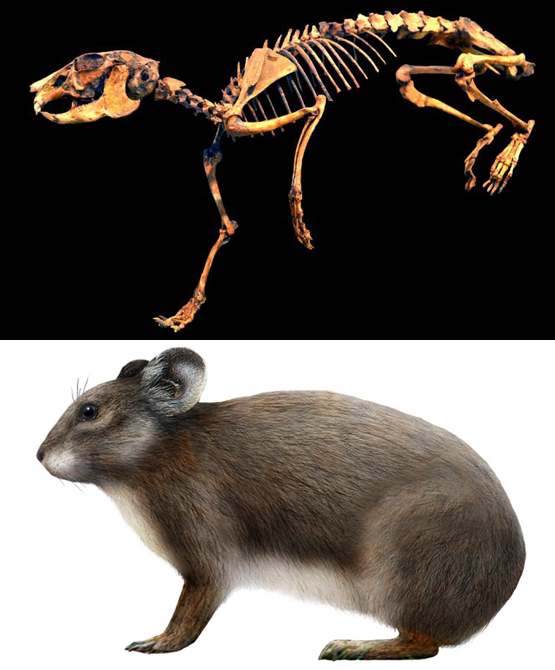
Il Prolagus sardus ricoprì un ruolo importante nella dieta dell'uomo pleistocenico sardo.

I resti della fauna nana nesogorale ritrovata durante le ricerche sono:
- resti di un'antilope (Nesogoral melonii);
- resti di una scimmia (Macaca majori);
- resti di un piccolo maiale (Sus sondaari);
- resti di un lagomorfo (Prolagus sardus).

Sempre nel Pleistocene, ma durante una fase di più ampio abbassamento del livello del mare, con conseguente più facile attraversamento tra le sponde insulari e continentali, la fauna nana nesogorale si estinse e venne sostituita da un altro tipo di fauna denominata dagli studiosi tyrrenicola. Queste nuove specie di animali manterranno inalterati i loro caratteri continentali originari; i ritrovamenti di essa sono costituiti da :
- resti di un topo (Tyrrhenicola henseli);
- resti di un cervo (Megaloceros cazioti);
- resti di un canide (Cynotherium sardous);
- resti di un elefante (Mammuthus lamarmorae)

Non tutta la vecchia faune si estinse, ma sopravvisse il Prolagus sardus che andrà ad occupare un posto di prima importanza nella dieta dell'uomo pleistocenico sardo.

### Paleolitico
Vari elementi di cultura materiale, costituiti quasi essenzialmente da strumenti ed arnesi in pietra di selce o in calcare, utili alla sopravvivenza dell'uomo, sono stati rinvenuti nel sassarese a:
- Giuanne Malteddu,
- Interiscias,
- Serra Preideru a Martis
- Sa Pedrosa-Pantallinu, in località Codrovulos Perfugas, sul corso del rio Altana ritrovate pietre lavorate con la tecnica clactoniana;
- Sa coa e sa Murta Laerru : rinvenimenti risalenti al Pleistocene.

e nel nuorese, nei siti di:
- Ottana : scoperta una vera e propria industria litica;
- Grotte di Cailune e Ziu Santoru: sulla costa di Dorgali;
- Grotta Corbeddu a Oliena: rinvenimenti di resti di gruppi umani, ossa di un grande cervo (il Megaloceros ora estinto), manufatti, tracce di focolari.

Questi ritrovamenti sono attribuiti al Paleolitico Inferiore (o Antico), rivelando la sicura presenza umana (ominide) 300.000 anni fa, e al Paleolitico superiore, periodo compreso tra i 35 000 e i 10 000 anni fa.

#### L'uomo pleistocenico sardo
Secondo quanto riportato dagli archeologi la frequentazione umana sull'isola è stata accertata in diverse parti del suo territorio, ma principalmente in Anglona (Sassari) dove ricerche sistematiche hanno permesso di portare alla luce una grande quantità di manufatti litici su selce locale databili al Paleolitico inferiore.
Nel territorio del comune di Perfugas, lungo il corso del rio Altana, sono stati scoperti manufatti attribuibili a periodo Clactoniano arcaico con elementi proto-levalloisiani, confrontabili con elementi simili rinvenuti nel Gargano in Puglia e in altre aree della Penisola. In particolare i rinvenimenti di sa Coa de Sa Multa a Laerru sono risultati risalenti al Pleistocene medio, con una datazione intorno a 500.000 anni fa, confermando quanto già ipotizzato dai paleontologi circa l'arrivo dell'uomo in Sardegna durante la sostituzione faunistica nesogorale-tirrenica, avvenuta appunto nella prima parte del Pleistocene medio.

##### L'uomo di Cheremule
Particolare scalpore ha destato nel 2001 la scoperta nella Grotta di Nurighe nel comune di Cheremule nel Meilogu, di una falange del dito di una mano umana datata 250.000 anni fa. Secondo il ricercatore Jean Marie Cordy, che insieme a Sergio Ginesu e Stefania Sias, delle università di Liegi e di Sassari hanno studiato i reperti (prelevati con l'autorizzazione della Soprintendenza dal gruppo speleologico T.A.G. di Thiesi, autore dell'esplorazione della grotta e del ritrovamento di una ingente quantità di resti fossili al suo interno) nella scala evolutiva umana l'uomo di Cheremule sarebbe da collocare in uno stadio anteriore all'Homo néanderthalensis, e precisamente apparterrebbe ad un Homo erectus la cui datazione si colloca tra i 750 e i 250.000 anni: secondo lo studioso l'ominide sarebbe una sorta di pre-neanderthaliano.
Ai suoi resti è stato dato il nome di Nur, in memoria del mitico primo abitante della Sardegna e in base agli studi i ricercatori suppongono che la sua corporatura fosse di taglia media, particolarmente allungata e gracile.
Questa importante scoperta è stata messa in discussione da altri studiosi come Francesco Mallegni e Barbara Wilkens che, a causa delle caratteristiche morfologiche, hanno ipotizzato una lontananza dagli ominidi identificando questo reperto come una falange del piede di un avvoltoio di grossa taglia.

##### L'uomo della Grotta Corbeddu
Nel 1993 durante una campagna di scavi nella grotta Corbeddu in territorio di Oliena è stato scoperto - con assoluta certezza - il più antico fossile di Homo Sapiens della Sardegna, una falange risalente a 22.000 anni fa.
Secondo gli archeologi, la scoperta della falange umana dimostra che l'uomo moderno abitava la Sardegna già nel Paleolitico superiore.

## Il periodo Olocenico
Nella scala dei tempi geologici, l'Olocene è la seconda delle due epoche in cui è suddiviso il periodo Quaternario: esso convenzionalmente parte 11.700 anni fa per arrivare ai nostri giorni.

### Mesolitico
Le testimonianze della presenza umana nel Mesolitico (che va dalla fine del Paleolitico e l'inizio del Neolitico nel periodo compreso tra il 10.000 e il 6.000 a.C.), riguardano i ritrovamenti della grotta di Su Coloru di Laerru e di Su Pistoccu, ad Arbus, dove nel 2011, a pochi metri dalla battigia in una spiaggia della Costa Verde, è stato rinvenuto il più antico e completo scheletro umano mai rinvenuto in Sardegna nel periodo di transizione tra il Neolitico e il Mesolitico. Gli archeologi che hanno effettuato la scoperta, lo hanno denominato Amsicora, come l'eroe della rivolta anti-romana dei Sardi nuragici del III secolo a.C.
La zona di Su Pistoccu ad Arbus è stata nel passato più volte oggetto di svariati scavi che hanno riportato alla luce importanti reperti umani. Nel 1985 furono ritrovati i resti di uno scheletro ricoperto di ocra rossa e accompagnato da una grande conchiglia di Tritone: fu denominato dagli archeologi Beniamino e la sua datazione al radiocarbonio fu impossibilitata dalla mancanza di collagene. Nel 2007 furono rinvenuti altri scheletri datati poi dal laboratorio del National Science Foundation dell'Università di Tucson, in Arizona, all'8400 a.C.

### Neolitico
Il periodo che ha tramandato un gran numero di materiali è invece quello che va dal Neolitico (6.000-2.900 a.C.), attraverso l'Età del Rame (2.900-1.800 a.C.), sino alla metà dell'Età del Bronzo.
Gli archeologi affermano oramai con certezza che dal VI millennio a.C. in poi, le varie popolazioni sarde vissero la tipica evoluzione del neolitico, caratterizzata dall'addomesticamento degli animali, dalla nascita dell'agricoltura, dalla nascita di aggregazioni familiare di tipo clanico all'interno di gruppi tribali, dalla nascita di villaggi stabili dove pian piano si svilupparono le tecnologie della pietra levigata, della ceramica e di altri manufatti, oltre che la costruzione delle prime imbarcazioni negli insediamenti costieri (1.800 - 1.300 a.C.).
In particolare i ritrovamenti testimoniano un forte sviluppo della ceramica e una notevole produzione di ossidiana, oggetto di importanti scambi con le popolazioni della Francia meridionale e della penisola italiana.
Ad Alghero nella grotta Verde, vicino a Porto Conte, sono state trovate grandi quantità di conchiglie di molluschi marini risalenti a 6000 anni a. C.